# Лутига
Лутига (Atriplex) — рід квіткових рослин родини амарантові (Amaranthaceae).

## Опис
Це переважно однорічні рослини, зрідка півкущі з черговими або супротивними черешковидними листками, голі або вкриті борошнистою поволокою. Квітки маточкові та тичинкові, рідше з домішкою маточково-тичинкових. Маточкові квіти без оцвітини, заховані між двома приквітничками з вертикально розміщеною зав'яззю, або з оцвітиною, але без приквітничків і тоді зав'язь горизонтальна.

## Класифікація
Рід містить, залежно від системи класифікації, від ста до 300 видів (Див. Список видів роду лутига). 
В Україні ростуть аборигенні види: лутига широкоплода (Atriplex aucheri), лутига сива (Atriplex cana), лутига прибережна (Atriplex littoralis), лутига дрібноцвіта (Atriplex micrantha), Atriplex sagittata (syn. Atriplex nitens), лутига видовженолиста (Atriplex oblongifolia), лутига розхилиста (Atriplex patens, можливо синонім до Atriplex laevis), лутига розлога (Atriplex patula), лутига лежача (Atriplex prostrata), лутига рожева (Atriplex rosea), лутига куляста (Atriplex sphaeromorpha), лутига татарська (Atriplex tatarica) й натуралізована: лутига городня (Atriplex hortensis).